# World Athletics Relays 2025 – sztafeta 4 × 100 m kobiet
Sztafeta 4 × 100 metrów kobiet – jedna z konkurencji lekkoatletycznych rozgrywanych w ramach siódmej edycji World Athletics Relays w chińskim Kantonie w dniach 10–11 maja 2025. W ramach tej konkurencji odbyły się eliminacje (10 maja), oraz repasaże i finał (11 maja), które wyłoniły uczestniczki odbywających się w Tokio mistrzostw świata w lekkoatletyce.

## Program
Godziny podano w czasie lokalnym (UTC+08:00).
| Data         | Godzina | Runda      |
| ------------ | ------- | ---------- |
| 10 maja 2025 | 20:03   | Eliminacje |
| 11 maja 2025 | 20:16   | Repasaże   |
| 11 maja 2025 | 21:16   | Finał      |

## Wyniki

### Eliminacje
Dwie zwycięskie sztafety (WQ), oraz dwie z najlepszymi czasami (Wq) z każdych biegów eliminacyjnych awansują do finału konkurencji, oraz dodatkowo do mistrzostw świata 2025. Pozostałe ekipy będą walczyć w repasażach.

#### Bieg 1[2]
| Pozycja | Tor | Sztafeta                                                                                                | Czas  | Uwagi |
| ------- | --- | --- | ----- | ----- |
| 1       | 9   | Belgia Rani Vincke · Rani Rosius · Lien Torfs · Delphine Nkansa                                         | 42,80 | WQ,   |
| 2       | 7   | Wielka Brytania Asha Philip · Amy Hunt · Bianca Williams · Desiree Henry                                | 42,92 | WQ,   |
| 3       | 6   | Australia Georgia Harris · Bree Rizzo · Kristie Edwards · Thewbelle Philp                               | 43,15 |       |
| 4       | 8   | Francja Marie-Ange Rimlinger · Sarah Richard · Helene Parisot · Chloé Galet                             | 43,29 | SB    |
| 5       | 4   | Chile Anaís Hernández · María Ignacia Montt · Isidora Jiménez · Antonia Ramírez                         | 43,64 | NR    |
| 6       | 5   | Wybrzeże Kości Słoniowej Dinedye Denis · Maboundou Koné · Lou Yonan Chantal Djehi · Dawa Ange Ella Klah | 44,85 | SB    |

#### Bieg 2[2]
| Pozycja | Tor | Sztafeta                                                                                        | Czas  | Uwagi |
| ------- | --- | ----------------------------------------------------------------------------------------------- | ----- | ----- |
| 1       | 7   | Hiszpania Esperança Cladera · Jaël Bestué · Paula Sevilla · María Isabel Pérez                  | 42,18 | WQ,   |
| 2       | 5   | Jamajka Tina Clayton · Shelly-Ann Fraser-Pryce · Tia Clayton · Shericka Jackson                 | 42,51 | WQ,   |
| 3       | 6   | Niemcy Sophia Junk · Nele Jaworski · Jessica-Bianca Wessolly · Rebekka Haase                    | 42,98 | Wq,   |
| –       | 4   | Liberia Ebony Morrison · Thelma Davies · Symone Darius · Destiny Smith-Barnett                  | –     | DNF   |
| –       | 8   | Polska Aleksandra Piotrowska · Magdalena Niemczyk · Magdalena Stefanowicz · Kryscina Cimanouska | –     | DSQ   |
| –       | 9   | Chiny Chen Yuije · Li Yuting · Liang Xiaojing · Ge Manqi                                        | –     | DSQ   |

#### Bieg 3[2]
| Pozycja | Tor | Sztafeta                                                                              | Czas  | Uwagi |
| ------- | --- | ------------------------------------------------------------------------------------- | ----- | ----- |
| 1       | 5   | Stany Zjednoczone Mikiah Brisco · Caisja Chandler · Kayla White · Twanisha Terry      | 42,86 | WQ    |
| 2       | 7   | Kanada Sade McCreath · Marie-Éloïse Leclair · Catherine Léger · Audrey Leduc          | 43,11 | WQ    |
| 3       | 9   | Holandia Anne van de Wiel · Marije van Hunenstijn · Minke Bisschops · Britt de Blaauw | 43,13 | Wq,   |
| 4       | 6   | Włochy Vittoria Fontana · Dalia Kaddari · Irene Siragusa · Alessia Pavese             | 43,30 | SB    |
| 5       | 4   | Portugalia Beatriz Andrade · Lorène Bazolo · Arialis Gandulla · Íris Silva            | 44,18 | SB    |
| –       | 8   | Szwajcaria Mélissa Gutschmidt · Celine Burgi · Emma Van Camp · Léonie Pointet         | –     | DNF   |

### Repasaże

#### Bieg 1[3]
| Pozycja | Tor | Sztafeta                                                                                                | Czas  | Uwagi |
| ------- | --- | --- | ----- | ----- |
| 1       | 7   | Francja Marie-Ange Rimlinger · Sarah Richard · Helene Parisot · Chloé Galet                             | 43,08 | WQ,   |
| 2       | 5   | Włochy Vittoria Fontana · Dalia Kaddari · Irene Siragusa · Alessia Pavese                               | 43,12 | WQ,   |
| 3       | 8   | Chile Anaís Hernández · María Ignacia Montt · Isidora Jiménez · Antonia Ramírez                         | 43,74 | WQ    |
| 4       | 4   | Portugalia Beatriz Andrade · Lorène Bazolo · Arialis Gandulla · Íris Silva                              | 44,16 | SB    |
| -       | 6   | Wybrzeże Kości Słoniowej Dinedye Denis · Maboundou Koné · Lou Yonan Chantal Djehi · Dawa Ange Ella Klah | -     | DNF   |

#### Bieg 2[3]
| Pozycja | Tor | Sztafeta                                                                                        | Czas  | Uwagi |
| ------- | --- | ----------------------------------------------------------------------------------------------- | ----- | ----- |
| 1       | 7   | Chiny Chen Yuije · Li Yuting · Zhu Junying · Ge Manqi                                           | 43,03 | WQ,   |
| 2       | 6   | Szwajcaria Mélissa Gutschmidt · Celine Burgi · Léonie Pointet · Emma Van Camp                   | 43,35 | WQ,   |
| 3       | 8   | Polska Aleksandra Piotrowska · Magdalena Niemczyk · Magdalena Stefanowicz · Kryscina Cimanouska | 43,38 | WQ,   |
| -       | 5   | Australia Georgia Harris · Bree Rizzo · Kristie Edwards · Thewbelle Philp                       | -     | DSQ   |

### Finał[4]
| Pozycja | Tor | Sztafeta                                                                              | Czas  | Uwagi |
| ------- | --- | ------------------------------------------------------------------------------------- | ----- | ----- |
| 01 !    | 9   | Wielka Brytania Nia Wedderburn-Goodison · Amy Hunt · Bianca Williams · Success Eduan  | 42,21 | SB    |
| 01 !    | 7   | Hiszpania Esperança Cladera · Jaël Bestué · Paula Sevilla · María Isabel Pérez        | 42,28 |       |
| 01 !    | 8   | Jamajka Natasha Morrison · Shelly-Ann Fraser-Pryce · Tina Clayton · Shericka Jackson  | 42,33 | SB    |
| 4       | 6   | Stany Zjednoczone Mikiah Brisco · Caisja Chandler · Kayla White · Twanisha Terry      | 42,38 |       |
| 5       | 4   | Kanada Sade McCreath · Jacqueline Madogo · Marie-Éloïse Leclair · Audrey Leduc        | 42,46 | NR    |
| 6       | 5   | Belgia Rani Vincke · Rani Rosius · Lien Torfs · Delphine Nkansa                       | 42,85 |       |
| 7       | 2   | Holandia Anne van de Wiel · Marije van Hunenstijn · Minke Bisschops · Britt de Blaauw | 43,21 |       |
| -       | 3   | Niemcy Sophia Junk · Nele Jaworski · Jessica-Bianca Wessolly · Rebekka Haase          | -     | DNF   |